# Alberto de Jerusalém
Santo Alberto de Jerusalém foi cônego regular, bispo e patriarca Latino de Jerusalém. Estudou teologia e Direito, principalmente o Direito Canónico. Depois de concluir os seus estudos, entrou para os Cônegos Regulares de Santa Cruz de Mortara (Pavia), onde em 1180 foi nomeado prior. Bispo de Bobbio em 1184 e de Vercelli no ano seguinte. Mediou os acordos de paz entre Pavia e Milão em 1194 e entre Parma e Piacenza em 1199.
Foi designado Patriarca Latino de Jerusalém em 1205. No exercício do seu ministério encarnou sempre o ideal do Bom Pastor, tanto pela palavra como pelo exemplo de sua vida. Ajudou na fundação da Ordem dos Carmelitas no ano de 1209, na mediação das várias disputas entre o Reino de Jerusalém e o Reino do Chipre, bem como entre a Ordem dos Templários e o Reino Arménio da Cilícia. No ano de 1214, foi convidado a participar no Quarto Concílio de Latrão, mas foi assassinado em São João de Acre.
Durante o tempo em que esteve na Terra Santa escreveu a Regra da Ordem do Carmo, conhecida como Regra Albertina.
Sua festa litúrgica é celebrada dia 17 de setembro.

## Biografia
Nascido em Castrum Gualterii (perto da atual Gualtieri), na Itália, ele foi ensinado sobre teologia e Direito. Ele entrou para os Cônegos Regulares Lateranenses em Mortara e foi eleito prior em 1180. Tornou-se bispo de Bobbio em 1184, tendo sido apontado um ano depois como Bispo de Vercelli. Ele serviu ao papado como um mediador e diplomata entre o Papa Clemente III e o Imperador Romano-Germânico Frederico I. Alberto serviu como legado papal em 1199 e ajudou a acabar com a guerra entre Parma e Placência.
Em 1205 ele foi feito Patriarca de Jerusalém pelo Papa Inocêncio III, para o qual ele também serviu como legado papal na Terra Santa. Como patriarca, Alberto ajudou a fundar os Carmelitas por volta de 1209, em particular por sua autoria do que viria a ser chamado de Regra Albertina. Essa ordem estava sediada no Monte Carmelo, do outro lado da Baía de Haifa, em Acre, onde residia como patriarca.